# Sophie in 't Veld
Sophia Helena "Sophie" in 't Veld, nizozemska političarka; * 13. september 1963, Vollenhove.
Je članica stranke Demokrati 66. Leta 2004 je bila prvič izvoljena za poslanko v Evropskem parlamentu in ponovno v letih 2009, 2014 ter 2019. Bila je prva kandidatka svoje stranke na treh volitvah in je od leta 2004 njena vodja v Evropskem parlamentu.

## Mladost in izobraževanje
Sophia Helena in 't Veld se je rodila 13. septembra 1963 v Vollenhovu na Nizozemskem.
Med letoma 1982 in 1991 je študirala zgodovino na Univerzi v Leidnu. Po zaključenem magistrskem študiju srednjeveških študij je delala kot samostojna prevajalka v francoščino, angleščino in italijanščino, nato pa kot pripravnica na oddelku za ekonomske zadeve v nizozemskem mestu Gouda.

## Politična kariera
Johanna Boogerd-Quaak, takrat evropska poslanka D66, je leta 1994 najela In 't Velda kot pomočnico. Od leta 1996 do 2004 je bila generalna sekretarka skupine ELDR v Odboru regij.

### Evropska poslanka
In 't Veldova je od evropskih volitev leta 2004 poslanka v Evropskem parlamentu za Demokrate 66 (D66), ki so del poslanske skupine Zavezništva liberalcev in demokratov za Evropo. Z izvolitvijo leta 2004 je postala edina evropska poslanka D66.
Med letoma 2004 in 2009 je delovala v odboru za ekonomske in monetarne zadeve. Od leta 2009 do 2014 je bila članica odbora za pravice žensk in enakost spolov. Od leta 2009 je članica Odbora za državljanske svoboščine, pravosodje in notranje zadeve; med letoma 2009 in 2014 je bila tudi podpredsednica odbora. V okviru odbora od leta 2018 predseduje Skupini za spremljanje pravne države (ROLMG).
Poleg svojih nalog v odborih je Sophie In 't Veld ustanovila in trenutno predseduje Platformi Evropskega parlamenta za sekularnost v politiki. Od leta 2009 je tudi predsednica delovne skupine Evropskega parlamenta za reproduktivno zdravje, HIV/AIDS in razvoj ter podpredsednica medskupine Evropskega parlamenta za pravice LGBT.
Leta 2017 sta In 't Veldova in Guy Verhofstadt neuspešno poskušala rekrutirati Gibanje petih zvezd (M5S), italijansko populistično stranko, v ALDE. Ko je bil Martin Selmayr marca 2018 imenovan za generalnega sekretarja Evropske komisije, je In 't Veldova protestirala v Evropskem parlamentu in izjavila, da nominacija "uniči vso verodostojnost Evropske unije".
Po volitvah leta 2019 je Sophie In 't Veld neuspešno kandidirala proti Dacianu Cioloșu in Fredricku Federleyju za mesto vodje skupine Renew Europe. Po Cioloşevem odstopu leta 2021 je napovedala kandidaturo za njegovo naslednico, a kasneje umaknila kandidaturo. Stéphane Séjourné je tako ostal edini kandidat.

## Politična stališča

### Socialna politika
In 't Veldova je goreča nasprotnica smrtne kazni. Leta 2009 sta z evropsko poslanko Sarah Ludford javno podprli spletno peticijo, ki poziva k legalizaciji splava v vseh državah članicah EU. In 't Veldova je zahtevala tudi obsodbo papeža Benedikta XVI. zaradi njegovih kritičnih komentarjev o teoriji spolov.
Po volitvah leta 2014 se je pridružila kolegom evropskim poslancem Othmarju Karasu, Svenu Giegoldu, Sylvie Goulard in Alessii Mosca v odprtem pismu, katerega cilj je bil izvajati pritisk na predsednika Evropske komisije in voditelje nacionalnih vlad med postopkom imenovanja za izboljšanje spolnega ravnovesja v sestavi Evropske komisije.

### Zasebnost
Leta 2008 je In 't Veld vložila tožbo proti Ministrstvu za domovinsko varnost Združenih držav Amerike in zahtevala, da vidi, katere podatke je o njejzbira iz njenih podatkov PNR, s čimer je pristala na črni listi. Sodnik v Washingtonu, DC, je leta 2009 odločil, da zvezni vladi Združenih držav ni treba pojasnjevati In 't Veldovi, zakaj mora opraviti dodatne varnostne preglede vsakič, ko obišče Združene države.
Julija 2009 se je In 't Veldova ponovno pritožila na sodišče, po tem, ko je neuspešno iskala dostop do dokumentov o pravni podlagi sporazuma EU z ZDA o tem, kako bodo informacije iz mednarodnega sistema bančnih nakazil Swift v zvezi z državljani EU posredovane iz EU v Združene države Amerike. Splošno sodišče EU je decembra 2009 odločilo, da je treba In 't Veldovi omogočiti dostop do delov dokumentov, vendar je Svet ministrov spise močno cenzuriral. Leta 2014 je Evropsko sodišče odločilo, da je treba Sophie In 't Veld omogočiti dostop do dokumentov, ki jih je pripravila pravna služba Sveta.

### Priseljevanje
In 't Veldova je 29. aprila 2015 v Evropskem parlamentu kritizirala opozorilo Nigela Faragea, da bodo islamski skrajneži verjetno vstopili v Evropo med pritokom migrantov in beguncev iz Severne Afrike in Bližnjega vzhoda. Trdila je, da bi bil ta scenarij tako malo verjeten kot invazija Marsovcev.  Kasneje je bilo ugotovljeno, da so teroristi na ta način nezakonito prišli v EU.
Septembra 2019 je novoizvoljena predsednica Evropske komisije Ursula von der Leyen ustanovila novo mesto „Podpredsednika za zaščito našega evropskega načina življenja “, ki bo odgovoren za ohranjanje pravne države, notranje varnosti in migracij. In 't Veldova je v izjavi dejala: "Implikacija, da je treba Evropejce zaščititi pred zunanjimi kulturami, je groteskna in to pripoved je treba zavrniti."

## Priznanje
Sophie In 't Veld je častna sodelavka UK National Secular Society  ki jo je leta 2011 tudi nagradil.

## Kontroverze
Leta 2019 je nizozemska revija HP/De Tijd razkrila, da je Sophie In 't Veld več let prejemala povračila za neizkoriščeno bivanje v hotelu v Bruslju, mestu, kjer je prebivala. Skupni znesek neupravičenih povračil je znašal najmanj deset tisoč evrov. Čeprav je In 't Veldova trdila, da je ta povračila porabila za bivanje v hotelih na Nizozemskem, se je izkazalo, da je svoje bivanje v hotelu na Nizozemskem plačala z drugačnim povračilom v vrednosti več kot 4500 evrov na mesec.